# David H. Hubel

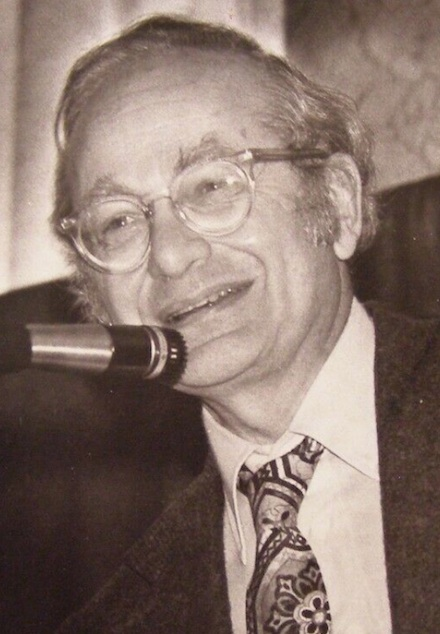
David Hubel (medical forum, Boston 1992)

David Hunter Hubel (* 27. Februar 1926 in Windsor, Ontario, Kanada; † 22. September 2013 in Lincoln, Massachusetts, USA) war ein kanadischer Mediziner, Neurophysiologe und Neurobiologe.

## Leben
Hubel studierte Medizin an der McGill University in Montreal mit dem Bachelor-Abschluss 1947 und wurde 1951 zum M.D. promoviert. Danach schloss sich eine Facharztausbildung zum Neurophysiologen am Montreal General Hospital (Internship), am Montreal Neurological Institute (Residency) und ab 1954 in den USA am Johns Hopkins Hospital der Johns Hopkins University (Residency) in Baltimore an. Er forschte weiter an der „Johns Hopkins“ und dem Walter Reed Army Institute, wo er während seines Wehrdienstes von 1955 bis 1958 über tierische Nervenzellen arbeitete, bevor er 1959 an die Harvard University Medical School ging, wo er 1960 Assistant Professor und 1965 Professor für Neurophysiologie und Neuropharmakologie wurde. 1968 wurde er George Packer Berry Professor of Neurobiology und 1971 Senior Fellow der Harvard Society of Fellows.
Hubel war seit 1982 John Franklin Enders Professor für Neurobiologie an der Harvard Medical School in Cambridge (Boston), Massachusetts.
Hubel studierte ab den 1960er Jahren in Zusammenarbeit mit Torsten N. Wiesel im Detail den Aufbau und die neuronale Verarbeitung visueller Informationen in der in den Occipitallappen befindlichen Sehrinde, wobei sie Katzen und Affen als Versuchstiere nahmen. Sie fanden einen Aufbau aus mehreren Sehfeldern mit unterschiedlicher Funktion, beim Affen etwa 15, wobei die Hauptverarbeitung im primären Sehfeld V1 erfolgt, die ein Bild der Retina erzeugt und wo die einzelnen Gruppen von Nervenzellen auf sehr spezifische Stimuli reagierten, z. B. reagierten einige nur auf Lichtpunkte, andere auf Linien, wobei es unterschiedliche Gruppen je nach Orientierung der Linie gab. Sie wiesen den Aufbau in Streifen (mit rund 400 Mikrometer Breite, jeweils linkes und rechtes Auge benachbarte Streifen) und Säulen-Einheiten nach, die 3 bis 4 mm durch mehrere Schichten der Cortex laufen. Hubel und Wiesel charakterisierten auch die unterschiedliche Funktion der Schichten. Die anderen Sehfelder haben einen ähnlichen Aufbau wie V1, sind hintereinander angeordnet (wobei V1 am weitesten hinten zum Hinterhaupt liegt) und für kompliziertere Informationsaufschlüsselung mit zunehmender Informationsverdichtung (wie Bewegung, Farbe, Formen) verantwortlich. Nach ihren Untersuchungen wurde die Sehrinde zu einem der am besten bekannten Teile des Gehirns.
Sie untersuchten auch die Ausbildung der Sehrindenfunktionen im Lauf der Entwicklung, zum Beispiel dass das Streifenmuster mit links/rechts Dominanz erst im Säuglingsalter ausgebildet wird. Wird im kritischen Alter ein Auge abgedeckt, führt dies zu Sehschwäche bis zum Erblinden auf diesem Teil des Auges. Die Untersuchungen zeigten die hohe Plastizität des Gehirns nach der Geburt und die Wichtigkeit äußerer Stimuli für dessen Entwicklung in der frühen Entwicklung von Kindern.
1981 erhielt er zusammen mit Wiesel den Nobelpreis für Physiologie oder Medizin „für ihre Entdeckungen über Informationsverarbeitung im Sehwahrnehmungssystem“. Von 1988 bis 1989 war er Präsident der Society for Neuroscience.
Seit 1971 war er Mitglied der Deutschen Akademie der Naturforscher Leopoldina, der National Academy of Sciences und der American Academy of Arts and Sciences (1965) und auswärtiges Mitglied der Royal Society und der Academia Europaea (1994). 1982 wurde er in die American Philosophical Society aufgenommen. 1993 erhielt er den Ralph-W.-Gerard-Preis und viele weitere Preise wie den Helen Keller Preis 1995, den Karl Spencer Lashley Award 1977, den Dickson Prize 1979, die Glen A. Fry Medal 1991 und die Charles F. Prentice Medal 1993 sowie den George A. Miller Prize in Cognitive Neuroscience 1995. 2006 wurde er in die Canadian Medical Hall of Fame aufgenommen. Er ist mehrfacher Ehrendoktor (McGill University, University of Manitoba, University of Western Ontario, Gustavus Adolphus College, University of Oxford, Ohio State University).

## Schriften
- Auge und Gehirn. Neurobiologie des Sehens (= Spektrum-Bibliothek. Band 20). Spektrum, Heidelberg 1989, ISBN 3-922508-92-8 (Originaltitel: Eye, Brain, and Vision. Übersetzt von Friedemann Pulvermüller, Joseph O’Neill, Helga Ginzler).
- Illusionen. Von Wahrnehmung und optischer Täuschung. CD-ROM. Navigo Multimedia u. a., München u. a. 1997, ISBN 3-89695-113-0.

mit Torsten N. Wiesel:
- Receptive fields of single neurones in the cat's striate cortex. In: The Journal of Physiology. Band 148, Nummer 3, 1959, S. 574–591, doi:10.1113/jphysiol.1959.sp006308.
- Receptive fields, binocular interaction and functional architecture in the cat's visual cortex. In: The Journal of Physiology. Band 160, Nummer 1, 1962, S. 106–154, doi:10.1113/jphysiol.1962.sp006837.
- Shape and arrangement of columns in cat's striate cortex. In: The Journal of Physiology. Band 165, Nummer 3, 1963, S. 559–568, doi:10.1113/jphysiol.1963.sp007079.
- Receptive fields of cells in striate cortex of very young, visually inexperienced kittens. In: Journal of Neurophysiology. Band 26, Nummer 6, 1963, S. 994–1002, doi:10.1152/jn.1963.26.6.994.
- Binocular interaction in striate cortex of kittens reared with artificial squint. In: Journal of Neurophysiology. Band 28, Nummer 6, 1965, S. 1041–1059, doi:10.1152/jn.1965.28.6.1041.
- The period of susceptibility to the physiological effects of unilateral eye closure in kittens. In: The Journal of Physiology. Band 206, Nummer 2, 1970, S. 419–436, doi:10.1113/jphysiol.1970.sp009022.
- Laminar and columnar distribution of geniculo-cortical fibers in the macaque monkey. In: The Journal of Comparative Neurology. Band 146, Nummer 4, 1972, S. 421–443, doi:10.1002/cne.901460402.
- Functional architecture of macaque monkey visual cortex. In: Proceedings of the Royal Society. Series B: Biological Sciences. Band 198, Nummer 1130, 1977, S. 1–59, JSTOR:77245, (Ferrier Lecture).
- Brain mechanisms of vision. In: Scientific American. Band 241, Nummer 3, 1979, S. 150–163, JSTOR:24965293.